# Filbert Bayi
Filbert Bayi Sanka  (né le 23 juin 1953 à Arusha) est un athlète tanzanien spécialiste des courses de demi-fond. Médaillé d'argent du 3 000 m steeple lors des Jeux olympiques d'été de 1980, il est l'ancien détenteur des records du monde du 1 500 m et du mile.

## Biographie
Militaire de carrière à Dar es Salam, Filbert Bayi dispute sa première compétition internationale à l'âge de dix-neuf ans en 1972 à l'occasion des Jeux olympiques de Munich. Il est éliminé dès les séries du 1 500 m et du 3 000 m steeple. Il se distingue dès l'année suivante lors des Jeux africains de Lagos, au Nigeria, en remportant l'épreuve du 1 500 mètres devant le favori de la course, le champion olympique kényan Kip Keino (3 min 37 s 23 contre 3 min 39 s 63).
En février 1974, à Christchurch, le Tanzanien décroche le titre des Jeux du Commonwealth britannique devant le Néo-zélandais John Walker et le Kényan Ben Jipcho. Il établit à cette occasion un nouveau record du monde du 1 500 m en 3 min 32 s 16, améliorant de près d'une seconde l'ancienne meilleure marque mondiale détenue depuis 1967 par l'Américain Jim Ryun. Victime d'une chute en juillet 1974 à Oslo, il est contraint de mettre un terme à sa saison. De retour sur les pistes d'athlétisme en début d'année suivante, Filbert Bayi établit un nouveau record du monde du Mile le 17 mai 1975 à Kingston en parcourant la distance en 3 min 51 s 0, soit un dixième de seconde de mieux que Jim Ryun en 1967. Figurant parmi les favoris des Jeux olympiques de 1976 au même titre que John Walker, le Tanzanien doit renoncer à la suite du boycott décidé par la quasi-totalité des pays africains.
Il conserve son titre continental lors des Jeux africains de 1978, en 3 min 36 s 21, et s'incline face à l'Anglais David Moorcroft aux Jeux du Commonwealth d'Edmonton. En 1980, Bayi choisit de s'aligner sur 3 000 m steeple lors des Jeux olympiques de Moscou. Il obtient sa première médaille olympique en terminant deuxième de la course en 8 min 12 s 5, devancé finalement par le Polonais Bronisław Malinowski (8 min 09 s 7). Il fait partie des deux athlètes tanzaniens à remporter une médaille olympique avec Suleiman Nyambui, deuxième du 5 000 m lors des mêmes Jeux de 1980.

## Palmarès
| Date | Compétition                      | Lieu         | Résultat | Épreuve         |
| ---- | -------------------------------- | ------------ | -------- | --------------- |
| 1973 | Jeux africains                   | Lagos        | 1er      | 1 500 m         |
| 1974 | Jeux du Commonwealth britannique | Christchurch | 4e       | 800 m           |
| 1974 | Jeux du Commonwealth britannique | Christchurch | 1er      | 1 500 m         |
| 1978 | Jeux du Commonwealth             | Edmonton     | 2e       | 1 500 m         |
| 1978 | Jeux africains                   | Alger        | 1er      | 1 500 m         |
| 1980 | Jeux olympiques                  | Moscou       | 2e       | 3 000 m steeple |

## Records

### Records personnels
| Épreuve         | Performance   | Lieu         | Date            |
| --------------- | ------------- | ------------ | --------------- |
| 800 m           | 1 min 45 s 32 | Christchurch | 29 janvier 1974 |
| 1 500 m         | 3 min 32 s 16 | Christchurch | 2 février 1974  |
| Mile            | 3 min 51 s 0  | Kingston     | 17 mai 1975     |
| 3 000 m steeple | 8 min 12 s 48 | Moscou       | 31 juillet 1980 |

### Records du monde
- Record du monde du 1 500 m en 3 min 32 s 16, le 2 février 1974, à Christchurch (amélioration du record de Jim Ryun, sera battu par Sebastian Coe) [4] .
- Record du monde du mile en 3 min 51 s 0, le 17 mai 1975 à Kingston (amélioration du record de Jim Ryun, sera battu par John Walker).